# Dialetti italiani mediani
I "dialetti mediani" sono un gruppo di idiomi italoromanzi parlati in una fascia dell'Italia centrale comprendente la maggior parte del Lazio, tutta l'Umbria e la zona centrale delle Marche, oltre a piccole aree della Toscana e dell'Abruzzo.
L'espressione area mediana viene sovente utilizzata per indicare in senso stretto la fascia sud-orientale dei dialetti mediani, nel qual caso l'altra fascia, più prossima alla Toscana, viene invece indicata come area perimediana. Le due aree sono divise dalla linea Ancona-Roma.
Secondo la classificazione tradizionale dovuta a Giovan Battista Pellegrini i dialetti mediani, i dialetti meridionali intermedi e i dialetti meridionali estremi fanno parte del gruppo centromeridionale.

## Estensione
Lingua francoprovenzale
     Lingua occitana
     Lingue gallo-italiche
     Lingua veneta
     Dialetto sudtirolese
     Lingua friulana e lingua ladina
     Lingua slovena
     Dialetto toscano
     Dialetti italiani mediani
     Dialetti italiani meridionali
     Lingua siciliana
     Lingua sarda
     Lingua corsa

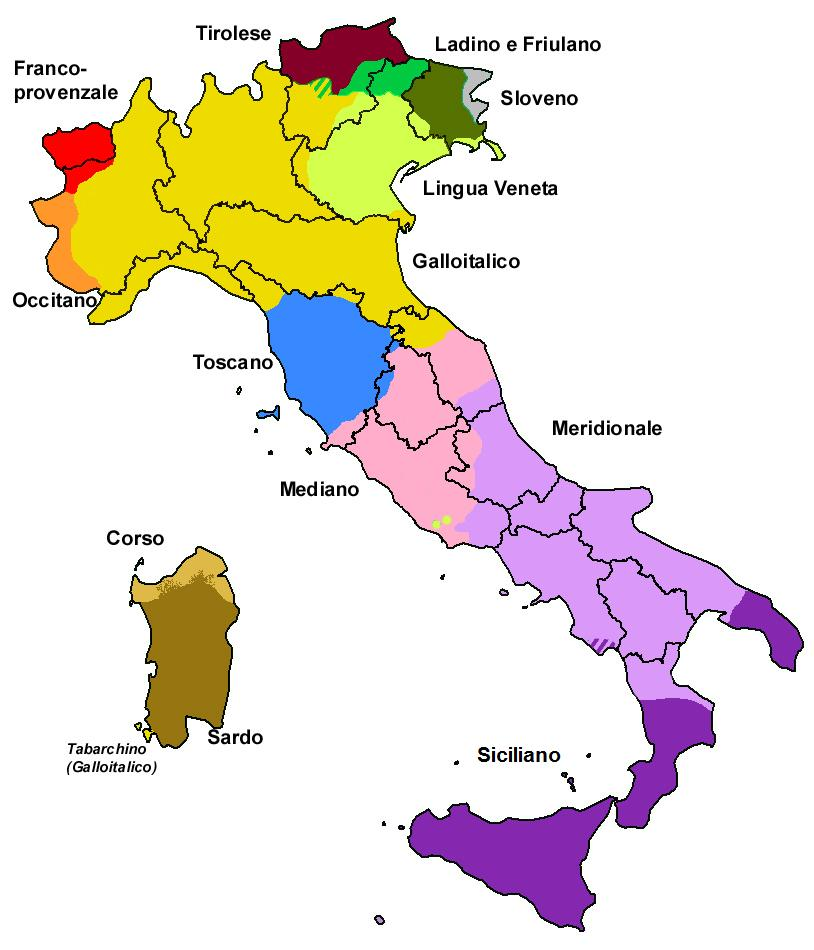
I gruppi linguistici presenti in Italia:
Lingua francoprovenzale
Lingua occitana
Lingue gallo-italiche
Lingua veneta
Dialetto sudtirolese
Lingua friulana e lingua ladina
Lingua slovena
Dialetto toscano
Dialetti italiani mediani
Dialetti italiani meridionali
Lingua siciliana
Lingua sarda
Lingua corsa

I dialetti mediani sono parlati nel Lazio (escluse le parti meridionali della provincia di Frosinone e della provincia di Latina), in Umbria, 
nella zona centrale delle Marche compresa fra il fiume Esino a nord ed il fiume Aso a sud (e quindi in gran parte della provincia di Ancona, nella provincia di Macerata e nella provincia di Fermo), in Toscana (nella parte meridionale della provincia di Grosseto) e in Abruzzo (in parte dell'Aquilano).
È un dialetto mediano il romanesco, che ha subito un'influenza da parte del toscano a partire dal Rinascimento, ed ha perduto molte delle caratteristiche mediane del romanesco antico.

## Fonologia
Ad eccezione del margine meridionale, l'Area Mediana è caratterizzata dal contrasto tra /-u/ e /-o/ in fine di parola, che la distingue sia dall'Area Perimediana che dall'Italoromanzo meridionale. Un'altra isoglossa che corre lungo il confine tra le due aree, ma spesso lo oltrepassa in una direzione o nell'altra, è quella della sonorizzazione postnasale, come in [manˈt̬ellu]. Questa caratteristica è condivisa dall'Area Mediana con l'Italoromanzo meridionale.
L'Area Mediana è caratterizzata dai seguenti fenomeni:
- Nella maggior parte dell'area, le vocali medie sono innalzate di un grado d'apertura se la sillaba seguente contiene /u/ o /i/. Il fenomeno è noto come 'Metafonesi sabina'. Si vedano gli esempi seguenti dal dialetto di Ascrea:
  - [meːla, miːlu]
  - [ʃpoːsa, ʃpuːsu]
  - [wɛcca, weccu]
  - [nᴐːwa, noːwu]

- In alcune zone, la metafonesi esita nella dittongazione per le vocali semiaperte, mentre le semichiuse si innalzano regolarmente a /i, u/. Si vedano gli esempi seguenti, dal dialetto di Norcia:
  - [metto, mitti]
  - [soːla, suːlu]
  - [bbɛlla, bbjɛjju]
  - [mᴐrte, mwᴐrti]
- Questo era anche il caso dell'antico romanesco, che aveva alternanze quali /ˈpɛde, ˈpjɛdi/.

Tra i mutamenti fonologici (o l'assenza degli stessi) che distinguono l'interezza o la maggior parte dei dialetti mediani da quelli toscani vi sono i seguenti, molti dei quali sono condivisi con l'Italoromanzo meridionale:
- /nd/ > /nn/, come in vēndere > [ˈwenne].
- /mb/ > /mm/, come in plumbum > [ˈpjummu].
- /ld/ > /ll/, come in cal(i)da > [ˈkalla].
- /nv/ > /mm/, come in in vice > [imˈmeːʃe].
- Conservazione di /j/, come in Maium > [ˈmaːju].
- /mj/ > /ɲ(ɲ)/, come in vindēmia > [wenˈneɲɲa].
- /rj/ > /r/, come in -ārium > [-aːru].
- Passaggio di /λλ/ toscano a /jj/, come in mulier > [ˈmoλλe] > [ˈmojje], fenomeno rilevato a Roma già nel 1700.

Hanno invece una diffusione limitata nell'Area Mediana i seguenti fenomeni:
- Intorno a Cervara di Roma vigono le condizioni vocaliche dette appunto cervarole, ove /-u/ finale resta tale se la tonica è /a/, /i/ o /u/, altrimenti passa a /-o/.

- /ɡ-/ > /j/ o ∅, come in cattum > [ˈɡattu] > Nursino [ˈjjattu], Reatino [ˈattu].
- /ɡn/ > /(i̯)n/, come in agnum, ligna > Tagliacozzese /ˈai̯nu, ˈlena/.
- /d, v/ > ∅ ad inizio di parola ed in posizione intervocalica, come in dentem, vaccam, crudum, ovum > /ɛnte akka kruː ou/ a Rieti e all'Aquila.
  - Intorno a Terni, e al suo immediato nord est, tale eliminazione vale solo in posizione intervocalica.

Nel nord dell'area perimediana, si trovano taluni fenomeni galloitalici:
- /a/ > /ɛ/ in sillaba aperta e accentata, come in /ˈpa.ne/ > /ˈpɛ.ne/, intorno a Perugia e a nord di essa.
  - Nella stessa zona, la riduzione abituale delle vocali tra consonanti interne alla parola, come in /ˈtrappole/ > /ˈtrapp(ə)le/.
- Sonorizzazione intervocalica di /t/ in /d/ e degeminazione delle consonanti doppie intorno ad Ancona e ad ovest di essa.
- Nelle aree summenzionate, mancanza o recente inversione di /nd/ > /nn/ e /mb, nv/ > /mm/, familiari al resto dei dialetti mediani.

I seguenti fenomeni riguardanti le vocali finali avvengono nell'Area Perimediana:
- /-u/ > /-o/, come in Toscana, amicum > [aˈmiko], dovunque meno che in una zona ridotta intorno a Pitigliano.
- /-i/ > /-e/, come in /ˈkani/ > /ˈkane/, in alcuni dei dialetti situati su un lungo arco che va da Montalto di Castro a sud ovest a Fabriano al nord est.

## Morfologia
- Nell'Area Mediana distinzione tra maschili contabili e maschili non contabili "neutri". Questi sono caratterizzati da /-o/ finale piuttosto che /-u/, più comunemente negli articoli, nei determinanti e nei pronomi: a Rieti [lo ˈviːnu] ma [lu ˈfjoːre], [ello ˈviːnu] ma [illu ˈfjoːre], [lu] (pron. ogg. maschile) ma [lo] (pron. ogg. neutro), a Nemi [o ˈɡraːnu] ma [u ˈpraːtu]). In zone dell'Umbria e delle Marche il contrasto si trova anche nei sostantivi: a Norcia [lo ˈfɛːro] "il ferro (materiale)" ma [lu ˈfjeːru] "l'attrezzo di ferro". Questa distinzione si riflette secondariamente in vari modi pure quando cessa primariamente: a Nocera Umbra [el ˈfɛrro] ma [el ˈvjento], a Sonnino [lo ˈsaːle] ma [jo ˈtiːto]. L'origine del fenomeno è dibattuta.
- In parte dell'Area Mediana, sotto una linea che va da Roma a Rieti e Norcia, la terza persona plurale esce, nei verbi non di prima coniugazione, in /-u/ (piuttosto che /-o/), il che causa metafonesi. Es. lat. vēndunt > a Leonessa [ˈvinnu].
  - Nella stessa area e contesto, degli irregolari di prima coniugazione hanno anch'essi /-u/ (piuttosto che /-ɔ/ o /-ɔnno/ come altrove, in Toscana e nell'Area Perimediana /-anno/). Alcuni esempi sono [au, dau, fau, vau] 'hanno, danno, fanno, vanno'.
- I nomi della quarta declinazione sono stati spesso conservati. Es. lat. manum, manūs > Fabrichese [ˈmaːno] (invariabile) e il lat. fīcum, fīcūs > Canepinese [ˈfiːko] (invariabile).
- Il plurale neutro latino in -a è più vitale che in Toscana, es. lat. olīvētum, olīvēta > Roiatese [liˈviːtu, leˈveːta]. Spesso è esteso anche a nomi, pur sempre inanimati, ma originariamente maschili, es. lat. hortum, hortī > Segnese [ˈᴐrto, ˈᴐrta]. In alcuni dialetti tali plurali sono grammaticalmente maschili (es. Perugino [i ˈbrattʃa] "le braccia").
  - Dove è grammaticalmente femminile, a volte è regolarizzato come tale: Spoletino [ˈlabbru, ˈlabbre] 'labbro, labbra'. Entrambi gli esiti possono alternarsi in uno stesso dialetto, es. Treiese [ˈᴐːa~ˈᴐːe] 'uova'.
  - Il plurale neutro latino /-ora/, come in tempora, è stato esteso largamente nel medioevo, ma oggi ha un areale ristretto a zone quali Serrone, dove si trovano casi [ˈraːmo, ˈraːmora] 'ramo'.
- In molti dialetti, le sillabe finali comincianti con /n/, /l/, o /r/ possono essere eliminate nei maschili. In dialetti quali il Matelicese, ciò avviene solo al singolare: */paˈtrone, paˈtroni/ > [paˈtro, paˈtruːni]. In altre come il Serviglianese, ciò avviene in entrambi i numeri, con solo la metafonesi a segnalarli: [paˈtro, paˈtru].
- Nell'Area Mediana posposizione dell'aggettivo possessivo nei termini di parentela (màmmeta per tua mamma, pàtremo per mio padre).
- Nelle aree metafonetiche, confusione di 2ª e 3ª coniugazione (a Spoleto [moˈremo, parˈtemo] "moriamo, partiamo").

## Sintassi
- Costruzione stare a + infinito per il gerundio («sto a correre» per sto correndo).
- Nell'Area Mediana, il possessivo è in genere obbligatoriamente dopo il nome.